# Bronówek (województwo dolnośląskie)
Bronówek – osada w Polsce położona na wysokości 365 m n.p.m. w województwie dolnośląskim, w powiecie świdnickim, w gminie Dobromierz przy  drodze krajowej nr 5. Miejscowość należy do sołectwa Dobromierz. W latach 1975–1998 miejscowość administracyjnie należała do województwa wałbrzyskiego.
Przez osadę przebiega droga krajowa nr 5, która w przeszłości dzieliła wioskę na dwie części, będące koloniami innych miejscowości. Część po prawej stronie drogi (jadąc od strony Dobromierza) należała do Bronowa i nazywała się Nowy Bronów, natomiast część po lewej stronie należała do Pietrzykowa i nazywała się Nowy Pietrzyków. W 1939 roku oby dwie kolonie zostały włączone do Dobromierza, a w 1945 zostały wyodrębnione jako osobna miejscowość, która początkowa nazywała się Będzin.

## Zabytki
Do wojewódzkiego rejestru zabytków wpisana jest:
- wieża widokowa, z drugiej poł. XIX w., która znajduje się nieopodal miejscowości na Wzgórzu Wieżyca.